# Діамантовий перстень
«Діам́антовий п́ерстень» — історична повість Людмили Старицької-Черняхівської. Романтичний твір про польське повстання 1830—1831 років, спрямоване проти російської корони.

## Жанр
Повість — епічний прозовий твір, який характеризується однолінійним сюжетом, а за широтою охоплення життєвих явищ і глибиною їх розкриття посідає проміжне місце між романом та оповіданням. У повісті зображено багато подій, причому кожну з них подано в численних епізодах, описано досить докладно, з багатьма подробицями.
Історична проза — епічний твір, у якому розповідається про історичні події більш-менш віддаленого часу, а дійовими особами можуть виступати історичні особистості. Жанр твору «Діамантовий перстень» дослідники творчості Людмили Старицької-Черняхівської визначають як історична повість.

## Сюжет
«Діамантовий перстень» — історія персня, що пов'язана з історією польського повстання 1830—1831 років. Цю історію розповідає дід Людмили Старицької по материній лінії — колишній військовий Віталій Романович Лисенко. На час подій йому було 27 років. Він був ротмістром російської армії, командував ескадроном.

Ротмістр Лисенко, як стає відомо із його оповіді, належав до тієї частини офіцерів російського війська, які
...вважаючи претензії поляків на Волинь, Київщину й Поділля безпідставними вони з повагою ставилися до нації, що повстала, щоб вирвати свою Вітчизну з рук тирана!
Повстанці мріяли про Польщу в історичних межах 1772 року.

Незабутньою для себе вважає колишній ротмістр російського війська таку картину бою:
Поляки здригнулись, не встояли проти нашої атаки. Сивий командир їхній з добутою шаблею кинувся наперед. Хтось з наших одним змахом палаша одтяв йому з шаблею руку. Але він не впав. Спливаючи кров'ю, він озирнувся до своїх і крикнув голосом, що не забуду довіку: „Поляки! До зброї! За матку отчизну!“ — припав коневі до шиї і, спливаючи кров'ю кинувсь наосліп вперед. Поляки за ним».
Особливий героїзм виявляли в час повстання полячки:
Взагалі жінки польські дивували нас своїм завзяттям і своїм патріотизмом».
Один із численних прикладів того — бій за місто Володимир-Волинський, де на чолі повстанців стояв граф Людвік Стецький. Разом із ним участь у повстанні брала і його дружина — графиня Стецька. Палаючий будинок, де перебувала графиня, оточили донські козаки.
Я глянув у вибиті вікна і побачив страшну картину: в кімнаті попід вікнами лежало кілька трупів, посередині стояв диван з розірваними подушками, купи видертої з нього паклі валялися долі. Біля нього стояла жінка. Коли б хто хтів змалювати богиню війни — це була вона. Вона стояла посеред кімнати бліда, в білій, забризканій кров'ю сукні. То була сукня, в якій красуня мала вийти на бенкет, а попала на січу. На шиї її горіли діаманти. Чорне волосся спадало до колін, вуста були стиснуті, брови зійшлися грізно над переніссям, очі, чорні од гніву, кресали іскри. В правій руці вона стискала ножа.
Незважаючи на такий героїзм, що набув масового вияву, повстанці не могли довго протистояти регулярним частинам російського війська. Настав завершальний етап придушення польського повстання. Саме з цим періодом і пов'язана історія діамантового персня, що його колишній ротмістр Лисенко зберігав з днів своєї юності і аж до глибокої старості.
Штаб нашого полку став у містечку Ш., а нас поставили по сусідніх селах і панських фільварках. Село N, де мав я стати з своїм ескадроном, належало великому магнатові графові Ружмайлу, як сказали, воно було осередком всього повстанського руху в повіті, і тому мені наказали мати пильне око на все, розсилати скрізь патрулі, особливо по лісах, що підходили до самого графського парку, і головне: шукати й знайти князя Порецького, — голову повстанців, що переховувався в цих лісах.
Ротмістр Лисенко вистежив місце перебування Стефана Порецького, але наказ командування — заарештувати керівника повстанців — не виконав. Щобільше, порушив присягу, він зробив усе можливе, аби Стефан Порецький і його наречена графиня Броніслава Ружмайло змогли виїхати з Польщі і знайти порятунок в Австрії.

## Публікація
«Діамантовий перстень» — перший твір повістевого жанру Людмили Старицької-Черняхівської. Письменниця завершила його 28 листопада 1929 року. Через півтора місяця, 15 січня 1930 року, Людмилу Черняхівську було заарештовано, тому рукопис повісті пролежав без руху 64 роки.
Публікацію повісті «Діамантовий перстень» почато у журналі «Зона» у 1993 році (№ 5, с. 41—95) і завершено у 1994 році (№ 6, с. 47—115). Книжкове видання повісті з передмовою Миколи Жулинського було здійснене видавництвом «Веселка» у 1993 році. 2000 року «Діамантовий перстень» передруковано у книзі «Вибраних творів» Людмили Старицької-Черняхівської.